# Ramphotyphlops bipartitus
Espèce
Synonymes
- Typhlops bipartitus Sauvage, 1879

Ramphotyphlops bipartitus est une espèce de serpents de la famille des Typhlopidae.

## Répartition
Cette espèce est endémique de Tidore dans l'archipel des Moluques en Indonésie.

## Publication originale
- Sauvage, 1879 : Notice sur quelques reptiles nouveaux ou peu connus de la Nouvelle-Guinée. Bulletin de la Société philomathique de Paris, sér. 7, vol. 3, p. 47-61 (texte intégral).